# Lucius Cornelius Cinna (Suffektkonsul 32 v. Chr.)
Lucius Cornelius Cinna war ein römischer Politiker und Senator zur Zeit Caesars und Augustus’. 
44 v. Chr. war Cinna Quästor beim Suffektkonsul des Jahres Publius Cornelius Dolabella in der Provinz Asia; Reitertruppen, die er aus Europa zu Dolabella bringen sollte, musste er jedoch dem Caesarmörder Marcus Iunius Brutus überlassen. Cinna wird wieder im Jahr 32 v. Chr. erwähnt, als er Suffektkonsul war. Zudem gehörte er dem Kollegium der Arvalbrüder an. Gnaeus Cornelius Cinna Magnus, Konsul des Jahres 5, war sein Sohn, nach anderer Auffassung sein jüngerer Bruder. Unklar ist, ob er der Sohn von Pompeia, einer Tochter des Gnaeus Pompeius Magnus, oder selbst mit dieser verheiratet war.